# Second Connecticut Lake
Der Second Connecticut Lake (übers.: Zweiter Connecticutsee) ist ein See am Oberlauf des Connecticut Rivers. Er war historisch als Lake Carmel bekannt und liegt im Norden von New Hampshire, einem der Neuenglandstaaten der USA, in der Gemeinde Pittsburg innerhalb der Connecticut Lakes Natural Area. Von den vier Seen gleichen, nur durch die Nummerierung unterschiedenen Namens ist er der dritte in Fließrichtung. Gegen letztere erfolgt die Zählung der Seen. Neben dem diesen durchfließenden Connecticut münden mehrere, teils namenlose Bäche in den See. Bei einer Fläche von 1102 Acres hat dieser eine durchschnittliche Tiefe von ca. 6 und eine maximale Tiefe von 19 Metern. Das Gewässer ist mesotroph, vorkommende Fischarten sind Bach- und Amerikanischer Seesaibling, Lachs und Quappe. An seinem Westufer verläuft die US-3 zur nördlich der Seen verlaufenden kanadischen Grenze. Von der Straße aus ist der See über eine Rampe für kleinere Boote erreichbar.